# Empis sericea
Empis sericea är en tvåvingeart som beskrevs av Olivier 1791. Empis sericea ingår i släktet Empis och familjen dansflugor.
Artens utbredningsområde är Frankrike. Inga underarter finns listade i Catalogue of Life.